# بيتي بينيت
بيتي بينيت (بالإنجليزية: Betty Bennett)‏ هي مغنية أمريكية، ولدت في 23 أكتوبر 1921 في لنكن في الولايات المتحدة.

## وصلات خارجية
- بيتي بينيت على موقع ميوزك برينز (الإنجليزية)
- بيتي بينيت على موقع أول ميوزيك (الإنجليزية)
- بيتي بينيت على موقع ديسكوغز (الإنجليزية)